# サツキ

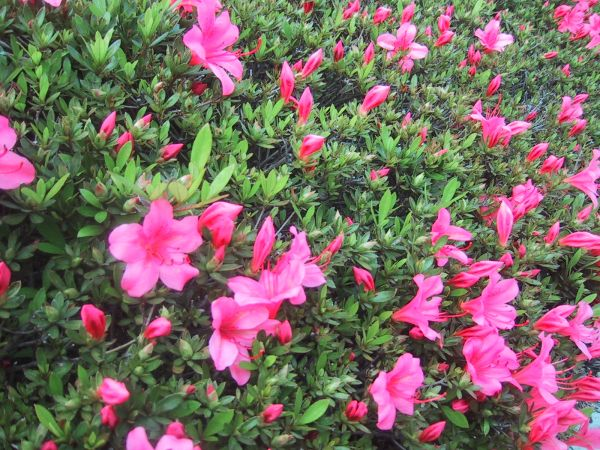
開花時期のサツキ（園芸品種）の木と花

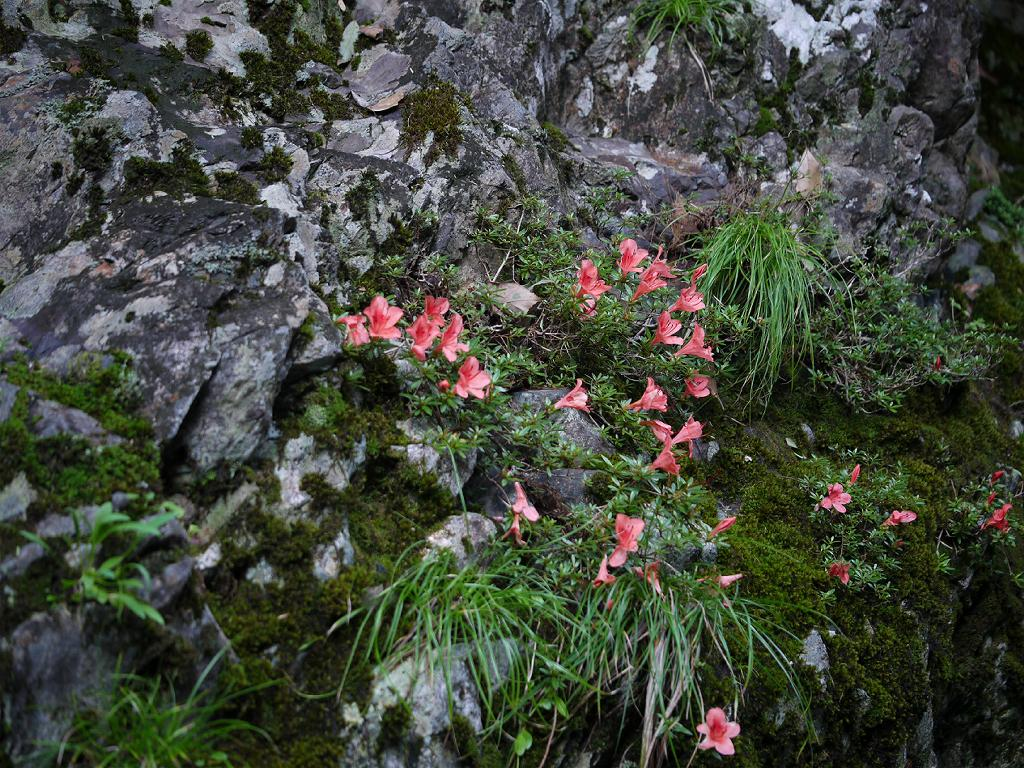
自生品の開花（和歌山県田辺市・渓流沿い）

サツキ（皐月・杜鵑、学名: Rhododendron indicum）はツツジ科ツツジ属に分類される植物で、山奥の岩肌などに自生する。盆栽などで親しまれている。別名、サツキツツジ（皐月躑躅）、映山紅（えいさんこう）などとも呼ばれている。

## 名称
和名「サツキ」の由来は、他のツツジに比べ1か月程度遅い5 - 6月ごろ、つまり旧暦の5月 (皐月) のごろに一斉に咲き揃うところからその名が付いたと言われている。
サツキとは、狭義では日本に自生する Rhododendron indicum の標準和名であるが、その R.indicum と近縁多種との交雑から生まれた園芸品種群の総称（Satuki Azalea hybrid）として用いられることもある。ほかのツツジ類と比べて花形や樹形についてはほとんど相違がないが、開花期が異なるために園芸的に区別されている。
中国名は、皋月杜鵑。

## 分布と生育環境
日本の本州中部（関東地方〜近畿地方）を分布の中心とし、屋久島に隔離分布する。南限の屋久島では多数の自生のサツキを見ることができる。ツツジ類としては葉が固くて小さく、茎には這う性質が強い。自生するものは一部地域の渓流沿いの岩の上に根を張って生育し、増水時に水をかぶっても引っかからないような低い姿勢で生育していたものと思われ、いわゆる渓流植物の特徴を備える。山間部の農村では、棚田の段差部の石垣に生えることもある。水際に自生するだけに根が水に強く、加湿を嫌うツツジとは対照的である。

## 形態・生態
常緑広葉樹の低木で50cm〜150cm程の高さである。。葉は互生し、葉身は長さ3センチメートル (cm) ほどの披針形である。若い樹皮は淡褐色から茶褐色をしている。成木になると、樹皮に浅い割れ目が入る。枝は扁平な褐色の毛が密生する。葉は春に出て秋に落葉する春葉と、夏に出て一部が越冬葉になる夏葉がある。冬でも残る越冬葉は、冬枯れの中でもよく目立つ。葉はツツジ類の中では質がかためで小さい。
開花期は5 - 7月でツツジよりも遅い。果実は長卵形の蒴果で、11 - 12月頃に熟す。
冬芽（花芽）は越冬葉（夏葉）に囲まれる。葉痕は半円形で、維管束痕が1個つく。

## 利用
鉢植えや庭木にされる事が多く、園芸品種も多い。園芸においては通常（特に品種を問わない場合）は、原種に近い「高砂」「大盃」等の品種が多く用いられ、生け垣や道路の植え込みとして目にすることが出来る。
有名な生産地は栃木県鹿沼市、三重県鈴鹿市など。

### 栽培
刈り込みにも強く花が美しいことから栽培が盛んで、園芸種は多数ある。耐寒性も比較的あり、丈夫で育てやすい。栽培は一般に鉢植えで行われるが、容器は「皐月鉢（さつきばち）」と呼ばれる浅めで堅焼きの、直径が6寸から1尺くらいの円形の鉢が適している。
強い酸性土壌を好むため、培養土は一般に、鹿沼土と山ごけをほぼ等量ずつ混ぜたものを用いる。
繁殖は普通、鹿沼土の単品に、挿し木するが、複雑な絞りが単純な絞りや無地になるなど、枝変わりによる劣化が起こりやすい植物なので、新しい品種がほしいときは、信用のあるサツキ専門店から購入した方が賢明である。

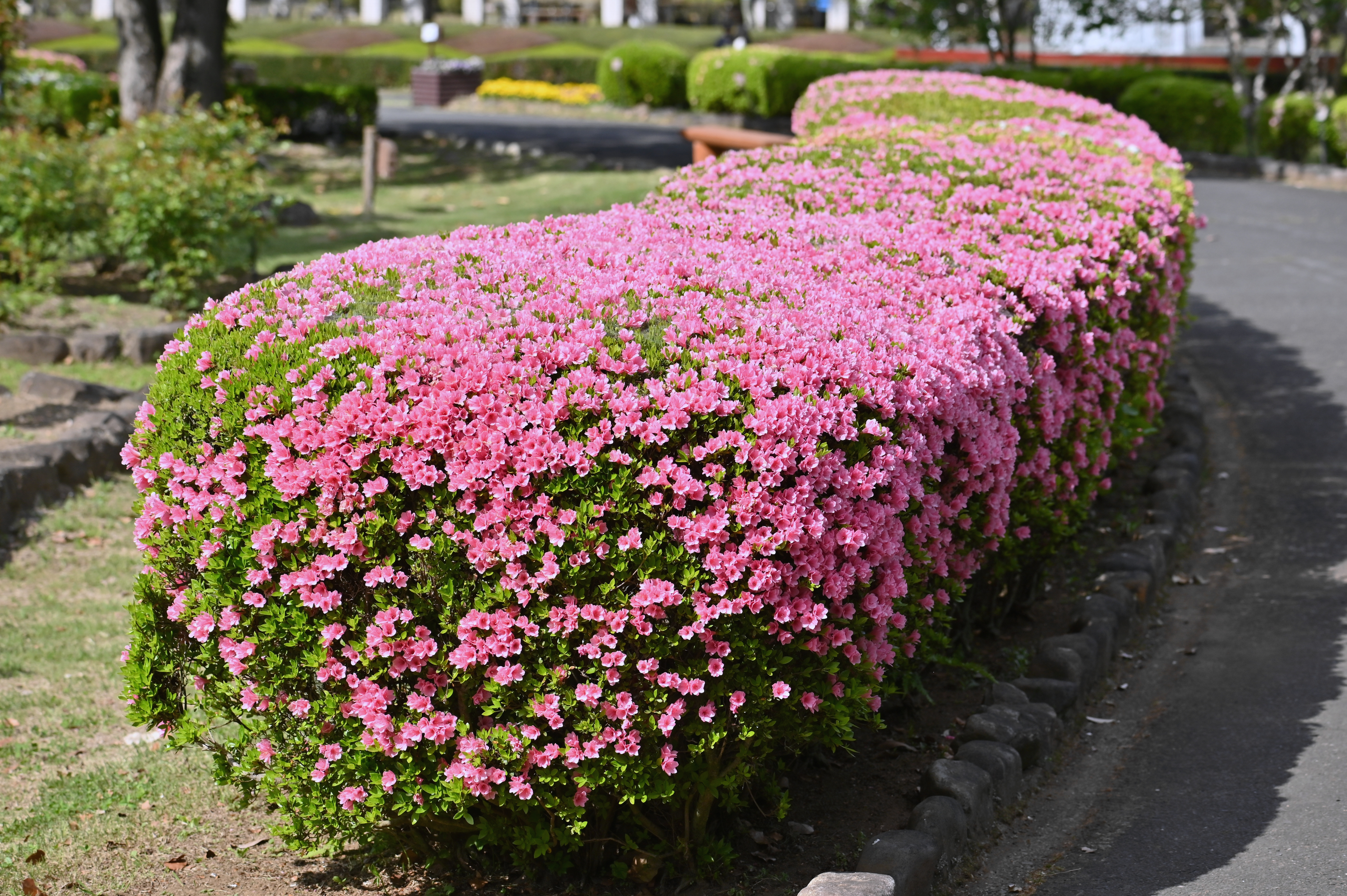
園芸品種 “古城の月”

## 自治体の花
- 埼玉県和光市[6]
- 栃木県宇都宮市[7]
- 栃木県鹿沼市[8]
- 東京都中央区 - ツツジ（サツキを含む）として[9]
- 東京都品川区[10]
- 神奈川県海老名市[11]
- 千葉県白井市[12]
- 埼玉県坂戸市
- 愛知県東海市
- 京都府八幡市
- 千葉県木更津市
- 岐阜県大垣市

ほか